# Landkreis Roding
Der Landkreis Roding gehörte zum bayerischen Regierungsbezirk Oberpfalz. Sein ehemaliges Gebiet liegt heute größtenteils im Landkreis Cham.

## Geographie

### Wichtige Orte
Die einwohnerstärksten Orte waren Roding, Nittenau, Bruck in der Oberpfalz und Falkenstein.

### Nachbarkreise
Der Landkreis grenzte 1972 im Uhrzeigersinn im Norden beginnend an die Landkreise Neunburg vorm Wald, Waldmünchen, Cham, Bogen, Regensburg und Burglengenfeld.

## Geschichte

### Landgericht
Bei der Verwaltungsneugliederung Bayerns wurde 1803 das Landgericht Roding eingerichtet. Nach Gründung des Königreichs (1806) wurde das Landgericht Roding 1808 dem Regenkreis zugeteilt, der 1838 in Oberpfalz umbenannt wurde.

### Bezirksamt
Das Bezirksamt Roding wurde im Jahr 1862 aus den Sprengeln der Landgerichte älterer Ordnung Falkenstein, Nittenau und Roding gebildet.
Anlässlich der Reform des Zuschnitts der bayerischen Bezirksämter trat das Bezirksamt Roding zum 1. Januar 1880 die vier Gemeinden Hackenberg, Hauzendorf, Lambertsneukirchen und Pettenreuth an das Bezirksamt Stadtamhof sowie die Gemeinden Brennberg, Ebersroith, Frankenberg, Haag, Höhenberg und Rettenbach an das Bezirksamt Regensburg ab. Das Landgericht Falkenstein verfiel der Auflösung.

### Landkreis
Am 1. Januar 1939 wurde die reichseinheitliche Bezeichnung Landkreis eingeführt. So wurde aus dem Bezirksamt der Landkreis Roding.
1945 gab der Landkreis die Gemeinden Plitting und Wulkersdorf sowie 1946 die Gemeinde Pfaffenfang an den Landkreis Regensburg ab.
Am 1. Juli 1972 wurde der Landkreis Roding im Zuge der Gebietsreform in Bayern aufgelöst:
- Die Stadt Nittenau sowie die Gemeinden Bleich, Bruck in der Oberpfalz, Fischbach und Kaspeltshub kamen zum Landkreis Schwandorf.
- Alle übrigen Gemeinden kamen zum Landkreis Cham.[5][6]

## Einwohnerentwicklung
| Jahr | Einwohner | Quelle |
| ---- | --------- | ------ |
| 1864 | 26.640    | [ 7 ]  |
| 1885 | 24.424    | [ 8 ]  |
| 1900 | 23.743    | [ 9 ]  |
| 1910 | 24.063    | [ 9 ]  |
| 1925 | 25.093    | [ 10 ] |
| 1939 | 25.551    | [ 11 ] |
| 1950 | 32.478    | [ 12 ] |
| 1960 | 30.000    | [ 13 ] |
| 1971 | 33.500    | [ 14 ] |

## Bezirksamtsvorstände (bis 1938) und Landräte (ab 1939)
| Name                     | von  | bis  |
| Franz Ernst Neundeubel   | 1913 | 1921 |
| Edgar Bauch              | 1923 | 1927 |
| Eugen Frei               | 1927 | 1932 |
| Friedrich Rebhan (NSDAP) | 1932 | 1940 |
| Anton Schöndorf          | 1940 | 1945 |
| Kurt Habenicht           | 1945 | 1946 |
| Walter Held              | 1946 | 1947 |
| Josef Kiener (CSU)       | 1947 | 1956 |
| Franz Sackmann (CSU)     | 1956 | 1967 |
| Ernst Girmindl (CSU)     | 1967 | 1972 |

Ernst Girmindl wurde nach der Gebietsreform Landrat des neuen Landkreises Cham und hatte dieses Amt noch bis 1996 inne.

## Gemeinden
Vor dem Beginn der bayerischen Gebietsreform umfasste der Landkreis Roding in den 1960er Jahren 44 Gemeinden:
| - Abtsried - Altenkreith - Arrach - Au - Beucherling - Bleich - Bodenstein - Braunried - Bruck in der Oberpfalz, Markt - Dieberg - Diebersried | - Falkenstein, Markt - Fischbach - Friedersried - Fronau - Haus - Hitzelsberg - Kalsing - Kaspeltshub - Kirchenrohrbach - Mainsbauern - Michelsneukirchen | - Mitterdorf - Neubäu - Nittenau, Stadt - Obertrübenbach - Pösing - Reichenbach - Roding, Stadt - Schillertswiesen - Schöngras - Siegenstein - Sollbach | - Stamsried, Markt - Stefling - Strahlfeld - Süssenbach - Trasching - Untermainsbach - Unterzell - Wald - Walderbach - Wetterfeld - Zimmering |

Landkreis Roding, Gemeindegrenzenkarte von 1961

Die folgenden Gemeinden wurden während des Bestehens des Landkreises eingemeindet:
- Bergham, am 1. Januar 1946 zu Nittenau
- Buchendorf, am 1. Januar 1946 zu Wald
- Hilpersried, am 1. April 1949 zu Stamsried
- Hochbrunn, am 1. Januar 1946 zu Obertrübenbach
- Hof am Regen, am 1. Januar 1946 zu Stefling
- Katzenrohrbach, am 1. Januar 1946 zu Walderbach
- Mappach, am 1. Januar 1946 zu Bruck
- Mögendorf, am 1. Januar 1946 zu Bruck
- Neuhaus, am 1. April 1949 zu Bleich
- Oberzell, am 1. Januar 1946 zu Unterzell
- Pfaffenfang, am 1. Januar 1946 zu Altenthann, Landkreis Regensburg
- Plitting, am 1. August 1945 zu Hauzendorf, Landkreis Regensburg
- Regenpeilstein, am 1. Januar 1946 zu Roding
- Tiefenbach, am 1. Januar 1946 zu Reichenbach
- Treidling, am 1. Januar 1946 zu Reichenbach
- Vorderthürn, am 1. Januar 1946 zu Bruck
- Wiesing, am 1. Januar 1946 zu Roding
- Wulkersdorf, am 1. August 1945 zu Hauzendorf im Landkreis Regensburg

## Kfz-Kennzeichen
Am 1. Juli 1956 wurde dem Landkreis bei der Einführung der bis heute gültigen Kfz-Kennzeichen das Unterscheidungszeichen ROD zugewiesen. Es wurde bis zum 3. August 1974 ausgegeben. Seit dem 10. Juli 2013 ist es wieder in den Landkreisen Cham und Schwandorf erhältlich.